# اینفور
اینفور (انگلیسی: Infor) شرکت فناوری اطلاعات آمریکایی است، که در سال ۲۰۰۲ تأسیس شد.